# Dampfnudel

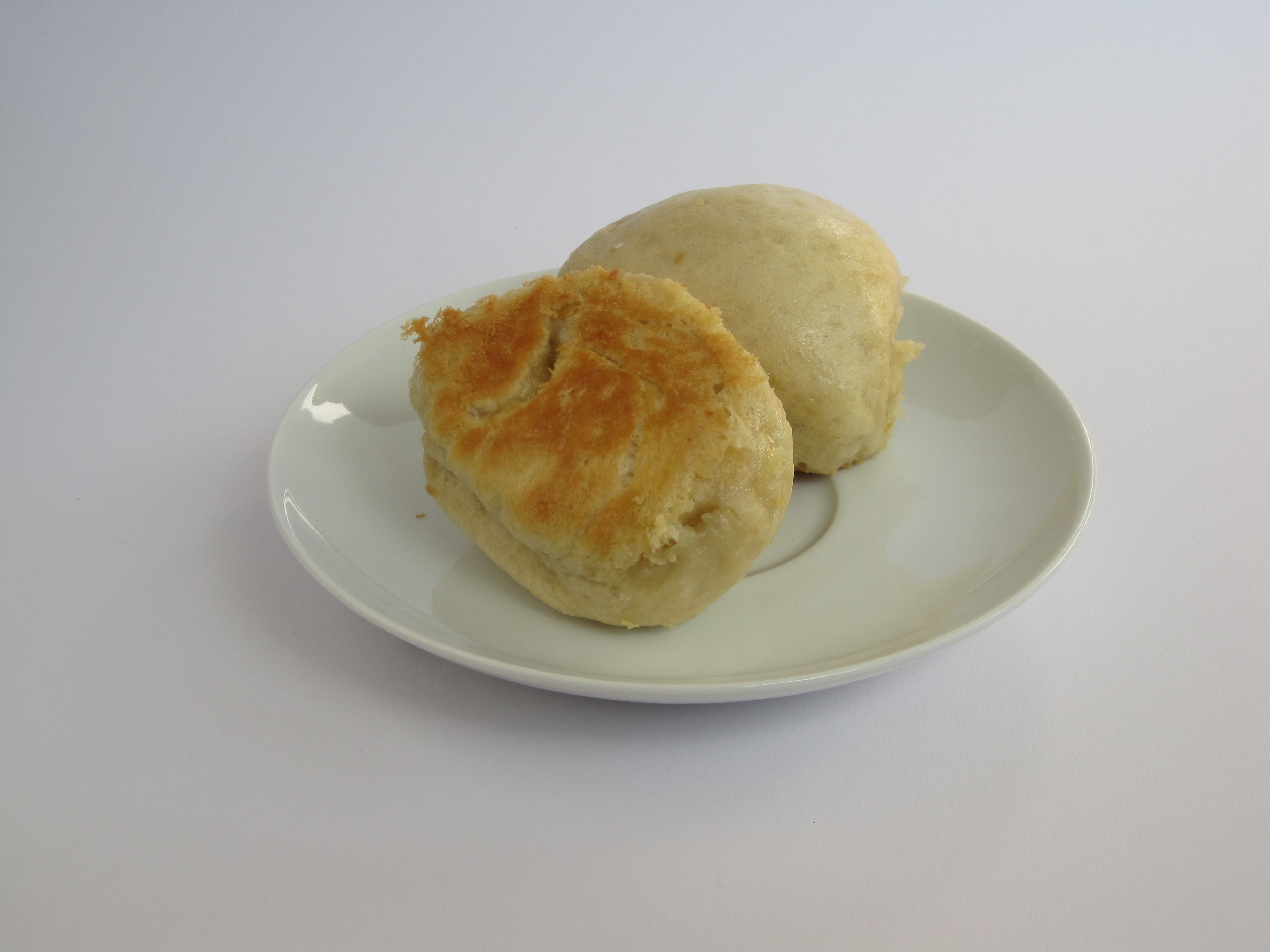
Dampfnudeln

Dampfnudeln sind eine traditionelle Mehlspeise der süddeutschen Küche. Es handelt sich um eine Zubereitungsvariante von Hefeklößen, bei der der Hefeteig in einem Topf mit Deckel gleichzeitig gebraten und gedämpft wird. Dadurch bilden sich ein knuspriger Boden und eine weiche, elastische Krume.
Zwar steht das Wort „Nudel“ im heutigen Deutsch meistens für Teigwaren aus flachem Teig, sein Erscheinen in dem Wort „Dampfnudel“ erklärt sich jedoch daraus, dass es ursprünglich mit dem Wort Knödel verwandt ist.

## Zubereitung
Dampfnudeln werden aus Hefeteig hergestellt. Der Teig, der neben Milch, Mehl, Hefe, Salz, etwas Zucker und Fett (z. B. Butter) manchmal auch Eier enthält, wird nach angemessener Gehzeit zu aprikosengroßen Kugeln geformt, die dann erneut gehen müssen. Beim Garen werden sie dann etwa faustgroß. Diese werden in einem geschlossenen Topf gegart, der etwas Milch und Butter (bayerische Rezeptur) oder Salzwasser und Fett (pfälzische Rezeptur) enthält. Die Dampfnudel entwickelt dort, wo sie den Topfboden berührt, eine goldbraune Kruste (je nach Zubereitungsart süß oder salzig), nachdem die zugesetzte Flüssigkeit (nach ca. 15–25 Minuten) verkocht ist. Im Gegensatz dazu wird der ähnliche Germknödel ausschließlich in kochendem Salzwasser oder über Dampf gegart.

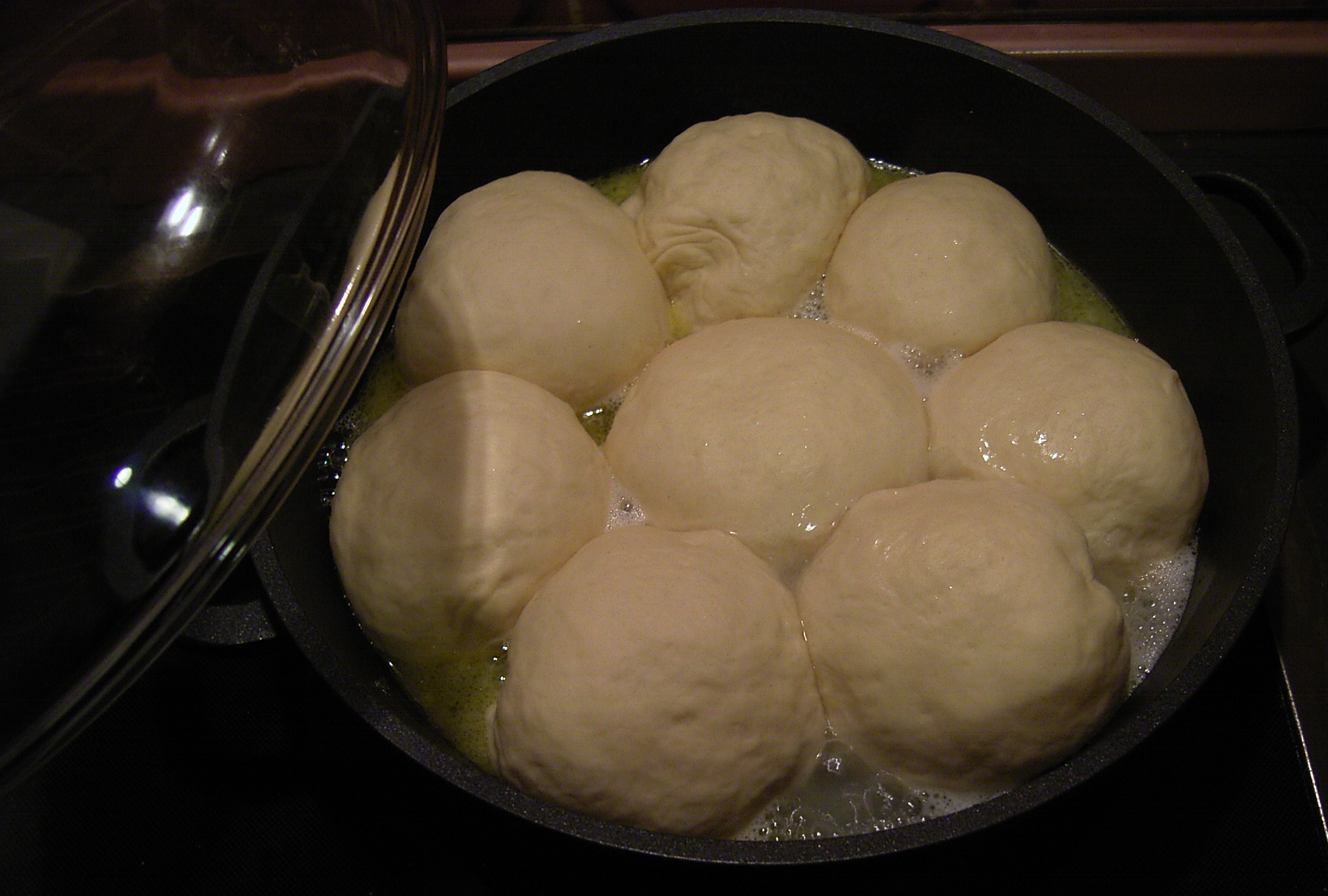
Rohe Dampfnudeln
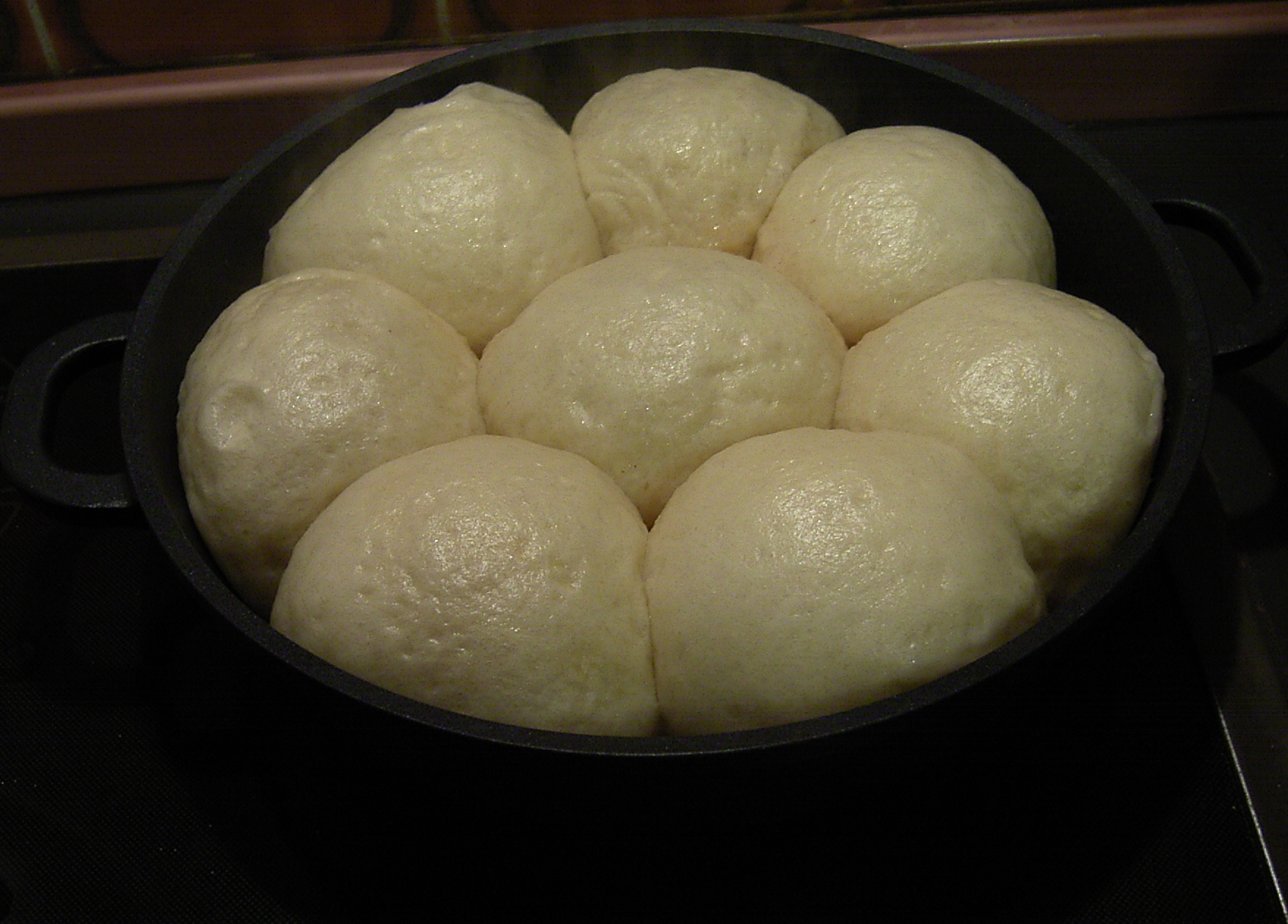
Gegarte Dampfnudeln
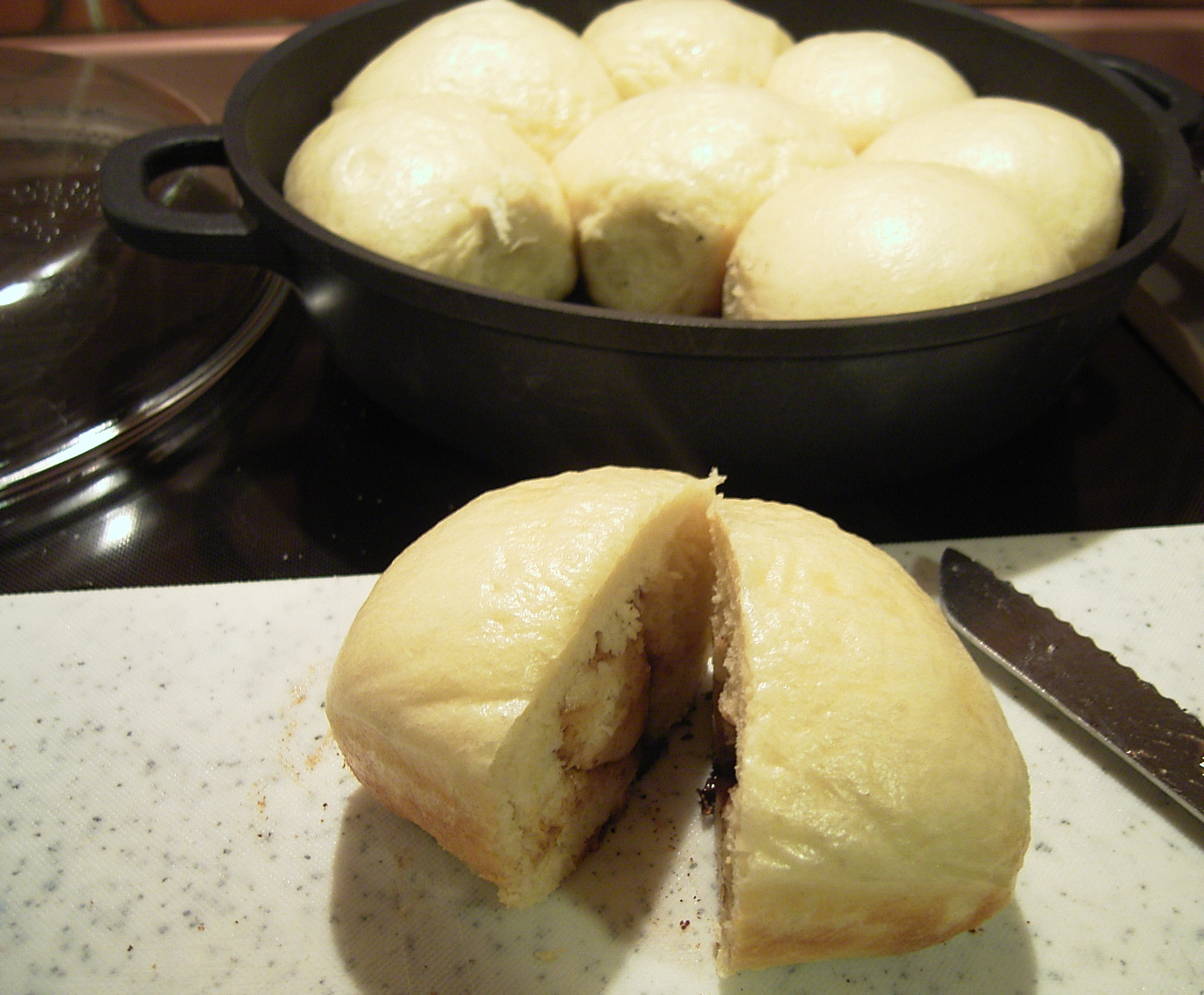
Angeschnittene Dampfnudel

## Varianten

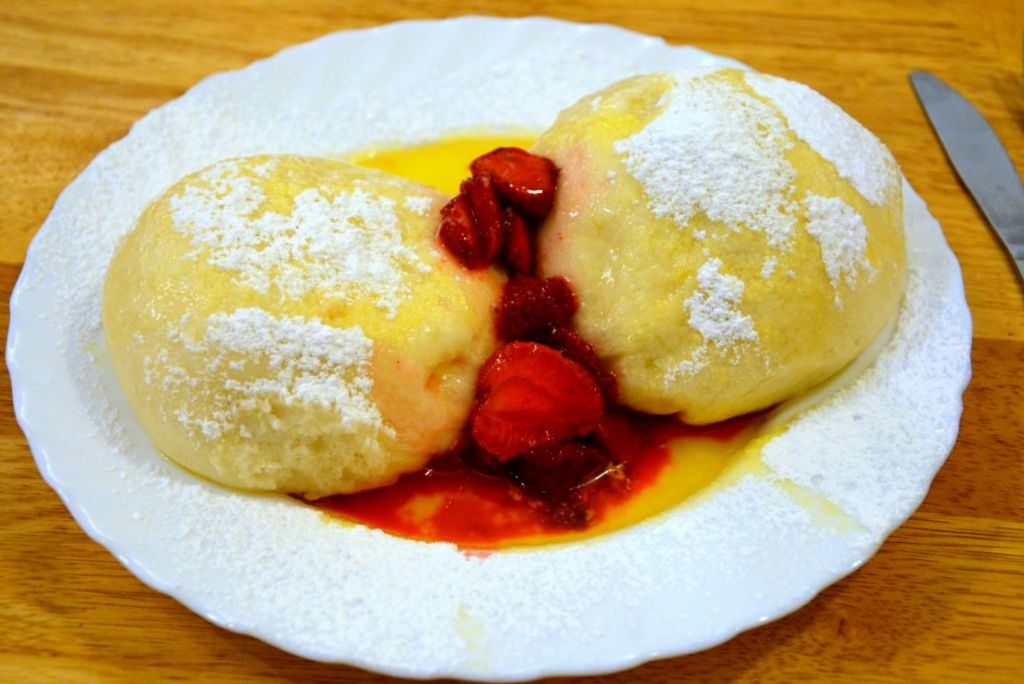
Dampfnudeln mit Erdbeeren

Dampfnudeln werden mit oder ohne Füllung zubereitet, die pfälzische Variante ist jedoch grundsätzlich ungefüllt.
Die Dampfnudel kann beispielsweise mit Kraut, Salat, Gurken oder mit Pilzen in Rahmsoße als Hauptgericht serviert werden. Als Dessert kann die Dampfnudel auch mit warmer oder kalter Vanillesoße, Weinschaumsoße oder mit Kompott verzehrt werden.
In der Pfalz ist die Dampfnudel ein traditionelles Hauptgericht, welches entweder mit süßen Beilagen (zum Beispiel Weinsoße, Vanillesoße oder eingekochtem Obst wie Mirabellen, Zwetschgen, Birnen oder ähnlichem) oder mit salzigen Beilagen (zum Beispiel Kartoffelsuppe, Gulasch oder Schweinepfeffer) gegessen wird.
Typisch ist es dort, zunächst eine Gemüse- oder Kartoffelsuppe zu reichen, zu der Dampfnudeln gegessen werden und dann im „zweiten Gang“ die Dampfnudeln mit einer süßen Soße zu essen.

## Herkunft

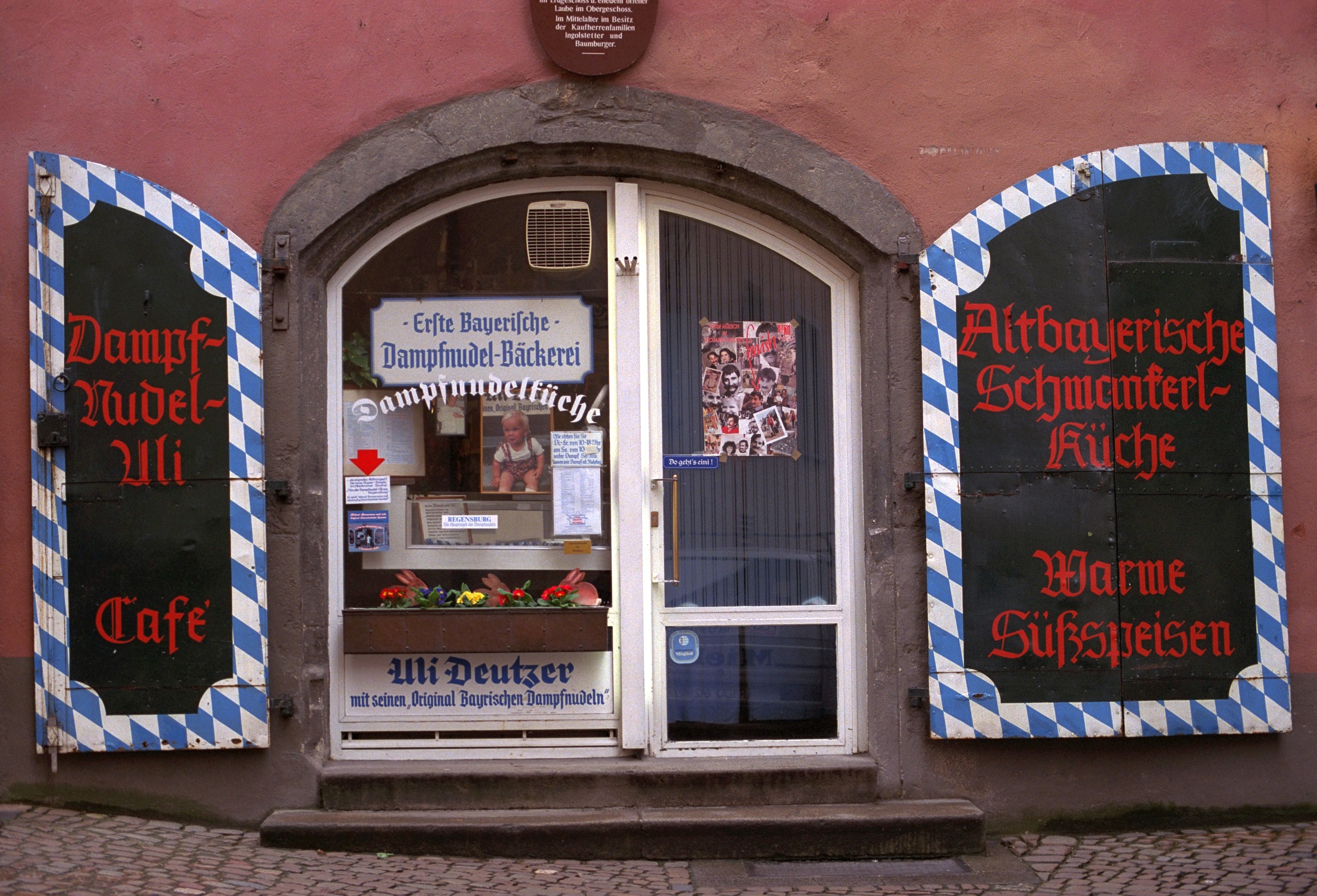
Dampfnudelbäckerei in Regensburg

Die Herkunft der Dampfnudel ist ungeklärt. Friederike Luise Löffler führte im Neues Kochbuch oder geprüfte Anweisung zur schmakhaften Zubereitung von 1791 verschiedene Dampfnudelrezepte auf, eines davon explizit als Bayrische Dampfnudeln. Liebhaber der Bayerischen Küche als auch der Pfälzer Küche beanspruchen daher deren Herkunft jeweils aus ihrer Region. Das bayerische Landwirtschaftsministerium hatte in den 2000er-Jahren die Dampfnudel in eine Internetdatenbank für Lebensmittel aufgenommen, die zur Würdigung von bayerischen Spezialitäten dienen soll. Dies führte Anfang 2008 zu einem Beschwerdebrief des damaligen rheinland-pfälzischen Landwirtschaftsministers Hendrik Hering (SPD) an seinen bayerischen Kollegen Josef Miller (CSU). Aus dem Münchner Ministerium wurde daraufhin zugesichert, dass die Dampfnudel „garantiert nicht“ zu den Spezialitäten gehöre, die Bayern EU-weit schützen lassen wolle. In der Pfalz werde die Dampfnudel mit Salzkruste verzehrt, in Bayern dagegen eher in der süßen Variante, in Milch oder mit Vanillesoße.

## Legenden
In den pfälzischen Orten Kandel (Pfalz) und Freckenfeld ehren Hausbesitzer die Dampfnudel in ihren Hoftoren in Gestalt von so genannten Dampfnudeltoren. Die Rundbögen dieser Tore sind mit steinernen Dampfnudeln an allen Seiten reliefiert und haben jeweils mehr als tausend Rundformen.
Um das Freckenfelder Dampfnudeltor rankt sich folgende Sage: Im Dreißigjährigen Krieg stellte eine schwedische Reiterschwadron, obwohl die Schweden wie die Gemeindebürger damals Lutheraner waren, eine hohe Geldforderung an die Bürger. Bei Nichterfüllung drohten sie Plünderung und Mord an. Eine Abordnung erreichte aber bei dem schwedischen Hauptmann, dass dessen Forderung gemildert wurde: Er und seine Soldaten sollten zufriedenstellend verköstigt werden, dann verschone er die Bevölkerung. Daraufhin ließ der Bäckermeister Johannes Muck seine Frau und die Magd einen großen Kessel Soße kochen und befahl, sie kräftig mit Wein abzuschmecken. Er selbst buk mit seinen Gesellen Dampfnudeln, bis jeder Soldat satt war: insgesamt 1286 Stück. Die Schwadron akzeptierte das servierte Gericht zufrieden und verschonte das Dorf vor weiterer Erpressung oder gar Zerstörung und Mord.

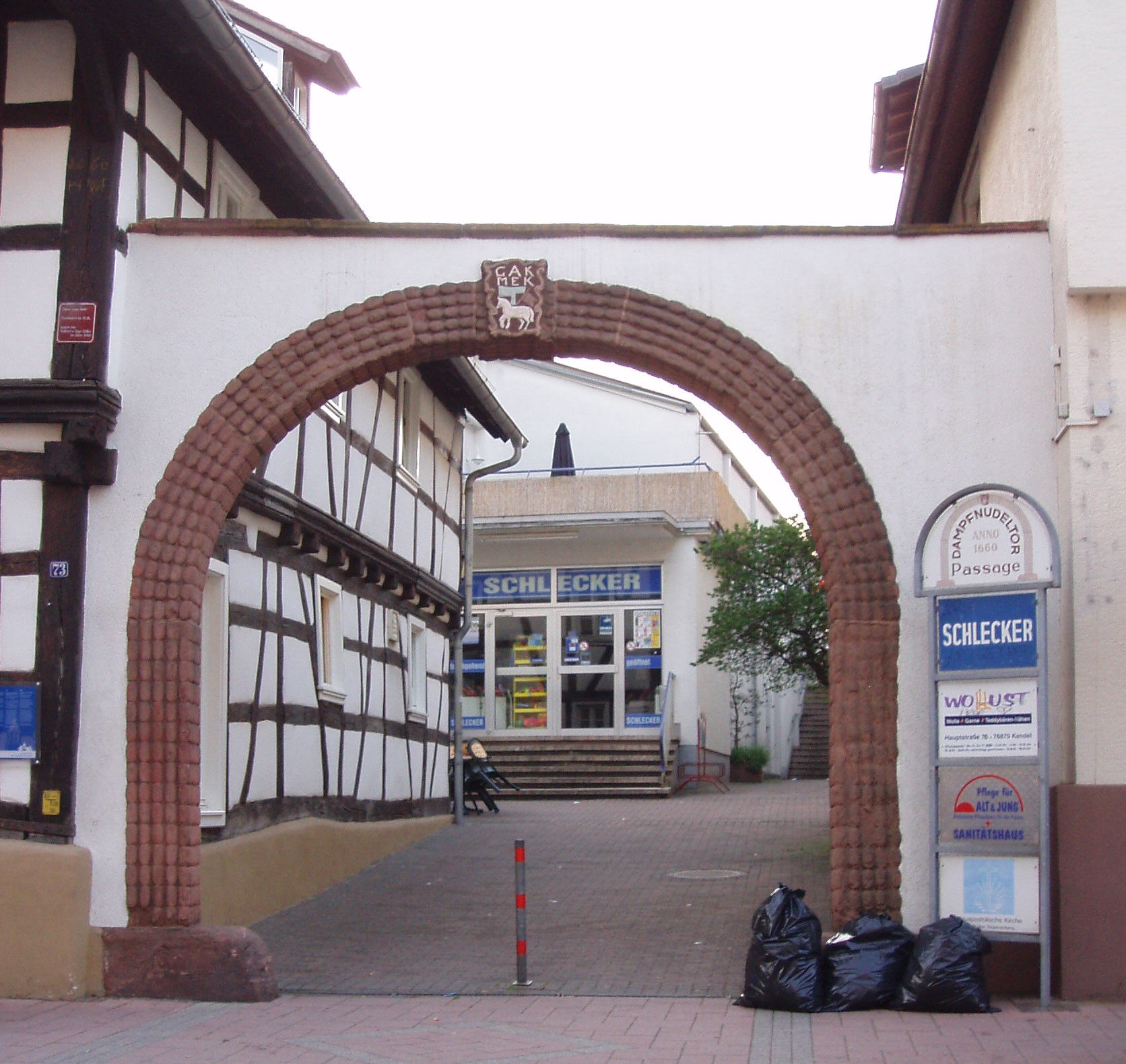
Das Dampfnudeltor in Kandel
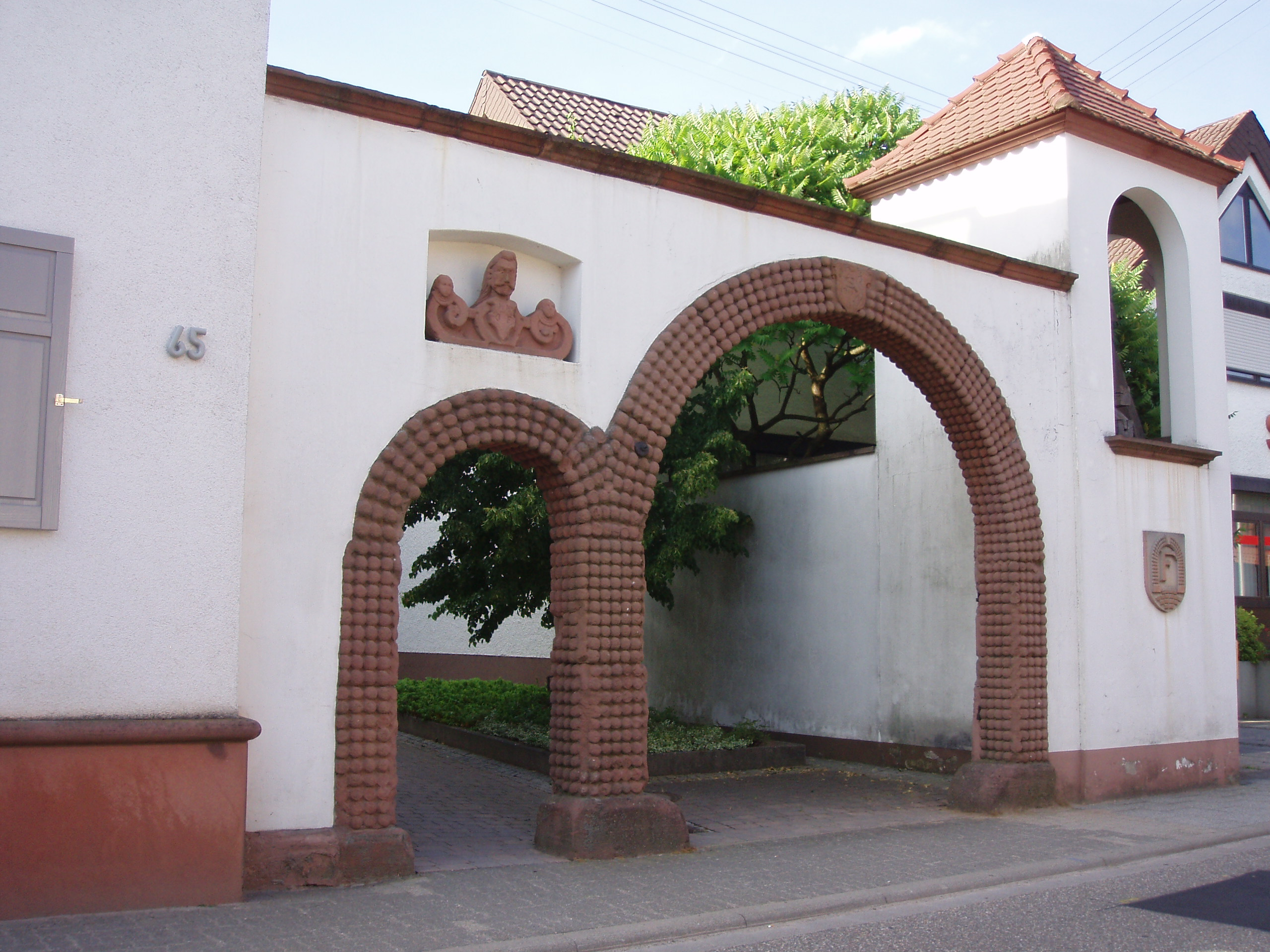
Das Dampfnudeltor in Freckenfeld

## Trivia
Ein musikalisches Denkmal gesetzt haben der Dampfnudel der Regensburger Domkapellmeister Franz Xaver Engelhart und der Gymnasiallehrer Georg Eberl mit dem Lied Die Dampfnudl.

## Filme
- Oppauer Dampfnudelblues – Der erzwungene Umzug einer Bräterei. Dokumentarfilm, Deutschland, 2021, 29:48 Min., Buch und Regie: Heiko Wirtz-Walter, Produktion: SWR, Reihe: made in Südwest, Erstsendung: 17. Februar 2021 bei SWR Fernsehen, Inhaltsangabe von ARD, online-Video von SWR, aufrufbar bis zum 17. Februar 2022; alternativ im SWR-Kanal von YouTube.
- Vom Banker zum Dampfnudel-Bäcker. Fernseh-Reportage, Deutschland, 2017, 4:42 Min., Buch und Regie: N.N., Produktion: SWR, Redaktion: Landesschau Rheinland-Pfalz, Erstsendung: 11. Juli 2017 bei SWR Fernsehen, online-Video mit Inhaltsangabe, aufrufbar bis zum 10. Juli 2024.
- Dampfnudelblues. Ein Eberhoferkrimi. Kriminalfilm / Komödie, Deutschland, 2013, 88 Min., Buch: Christian Zübert nach dem Roman von Rita Falk, Regie: Ed Herzog, Produktion: Bayerischer Rundfunk, Reihe: Eberhoferkrimi, Erstsendung: 5. Dezember 2013 bei Das Erste, Inhaltsangabe von ARD.